# Những cô gái nhỏ
Những cô gái nhỏ (tựa gốc tiếng Anh: Little Women) là một tiểu thuyết của tác giả người Mỹ Louisa May Alcott ban đầu được xuất bản trong hai tập trong 1868 và 1869. Alcott đã viết cuốn sách trong vài tháng theo yêu cầu của nhà xuất bản. Câu chuyện theo sau cuộc sống của bốn chị em phụ nữ - Meg, Jo, Beth, và Amy - và chi tiết đoạn của họ từ thời thơ ấu đến khi trở thành phụ nữ. Tác phẩm được viết dựa trên cuộc sống của tác giả và ba chị em của bà. Các học giả phân loại nó như là một cuốn tiểu thuyết tự truyện hoặc bán tự truyện.
Cuốn sách được chia làm hai tập và xuất bản lần lượt vào năm 1868 và 1869. Tác giả viết cuốn sách khá vội vã do sự hối thúc từ nhà xuất bản, thế nhưng đây lại là một trong những tác phẩm tạo dựng được tên tuổi của bà. Tác phẩm cũng là cuốn đầu tiên trong series Chuyện của gia đình March gồm: Những cô gái nhỏ (1868), Những người vợ tốt (1869), Những chàng trai nhỏ (1871) và Những cậu bé của Jo (1886).

## Hoàn cảnh sáng tác
Từ khi còn nhỏ, Louisa và những người chị em gái của bà không được sống trong cảnh sung túc. Vì đấu tranh cho phong trào giải phóng nô lệ, cha của bà thường xuyên bị các nhà cầm quyền và giới quý tộc làm khó, khiến cho gia đình rơi vào cảnh túng thiếu. Louisa và chị gái Anna sớm phải ra ngoài kiếm tiền phụ giúp mẹ. Họ làm đủ thứ công việc từ gia sư, trông trẻ cho đến giúp việc nhà.
Từ năm 1860, Louisa May Alcott đã viết các bài báo ủng hộ chế độ bãi nô trên tờ The Atlantic Monthly, giống như cha cô và các bạn của ông đã làm. Năm 1862, khi Cuộc Nội chiến ở Mỹ đang bước vào giai đoạn ác liệt nữ nhà văn đã trở thành y tá phục vụ trong quân đội. Nhưng chỉ được 3 tháng, Louisa mắc bệnh thương hàn và phải rời xa công việc.
Trải qua một trận ốm nặng, chứng kiến sự mong manh của cuộc sống trong chiến tranh, những điều này đã làm thay đổi suy nghĩ của Louisa May Alcott rất nhiều. Bà cảm thấy trân trọng cuộc sống và những gì mình đang có. Điều đó góp phần thôi thúc người phụ nữ này sáng tác.
Sau khi chiến tranh kết thúc, Louisa May Alcott trở về căn nhà ở Concord và bắt đầu viết văn. Năm 1868, tác phẩm nổi tiếng nhất của bà là Những cô gái nhỏ (Little woman) ra đời. Nó còn được biết đến với cái tên Những cô con gái nhà bác sĩ March.
Lấy cảm hứng từ những hồi ức ấu thơ của chính tác giả, Little Women kể về cuộc sống còn vô vàn khó khăn nhưng đầy lạc quan, yêu thương và trân trọng lẫn nhau của một gia đình Mỹ điển hình. Cuốn sách dõi theo tính cách, số phận của bốn chị em gái từ thời thơ ấu, đỡ đần nhau vượt qua những thăng trầm trong sự nghiệp, hôn nhân, đời sống xã hội. Little Women đã tạo ra một bức tranh chân thực và lành mạnh về đời sống gia đình thời đó.

## Giới thiệu
Little Woman  kể về cuộc sống gia đình của bốn chị em nhà March tại một thị trấn nhỏ của New England. Meg, cô chị cả xinh đẹp và mơ ước trở thành một quý bà. Jo, với tuổi mười lăm, lóng ngóng và không thích bị gò bó trong những nghi thức do xã hội ấn định, cô có tham vọng trở thành văn sĩ. Beth là một cô bé mảnh khảnh mười ba tuổi, thích âm nhạc. Và Amy, một cô gái tóc vàng xinh đẹp, mười hai tuổi. Chuyện kể về những cuộc phiêu lưu của các cô gái, những cố gắng của bốn chị em để tăng thu nhập cho gia đình, tình bạn của các cô với gia đình Lanrence hàng xóm và mãi sau này chuyện tình của họ vẫn tươi mát và hấp dẫn; cốt truyện từ khi họ còn thơ ấu đến khi trở thành những phụ nữ trưởng thành. Các câu chuyện trong cuốn sách có nhiều chi tiết được sử dụng từ cuộc sống thực của tác giả cùng ba chị em gái của bà. Đây là câu chuyện về chuyến phiêu lưu đầy thú vị của bốn cô gái nỗ lực hết sức mình để tăng thu nhập của gia đình, đồng thời còn đề cập đến những tình bạn, tình làng xóm tuyệt vời ở thị trấn.
Jo March, cô con gái thứ hai trong bốn chị em là cô gái có tính cách đặc biệt nhất, và hình tượng của cô vẫn được bắt gặp trong thế giới hiện đại này. Tính cách của cô có một chút mạnh mẽ, độc lập và hơi giống con trai. Cô bác bỏ ý tưởng nhanh chóng kết hôn của người khác, cô chỉ tập trung vào sự nghiệp viết lách của chính mình mà thôi. Điều này cũng làm cô trở nên khác biệt hẳn với những cô gái cùng thời.
Trong những chương đầu tiên của cuốn sách ngập tràn những khó khăn về tài chính cũng như tình cảm vì sự ra đi của chồng Marmee. Bà yêu đất nước mình và cũng yêu chồng mình, nhưng dù đau thương cũng cố gắng chịu đựng. Cũng giống như Marmee những năm nội chiến 1860 ấy, những người ngày nay vẫn đưa ra những quyết định khó khăn là hi sinh những người thân yêu để phục vụ đất nước.
Meg là chị cả trong gia đình March, và cũng là người đầu tiên kết hôn.
Little Women kể câu chuyện về những cô gái, khi trưởng thành đều muốn có một gia đình. Kể cả là người cứng đầu như Jo đi chăng nữa thì cuối cùng cô cũng lập gia đình và làm mẹ.
Gia đình March đã dũng cảm vượt qua được đói nghèo, chiến tranh và những biến động thời đại để tìm thấy cho mình tình yêu, công việc và niềm hạnh phúc cá nhân. Nhưng trên tất cả, họ không bao giờ đánh mất những giá trị cơ bản của mọt gia đình. Kết thúc câu chuyện là cảnh Marmee được vây quanh bởi những cô con gái, những đứa cháu đáng yêu đến mức bà thốt lên: “Ôi những cô gái của ta, cho dù các con sống lâu đến mức nào, ta vẫn mong mỏi rằng các con luôn luôn hạnh phúc mãn nguyện như thế này”.

## Nội dung

### Phần một
Bốn chị em và mẹ của họ, người mà họ gọi là Marmee, sống trong một khu phố mới (dựa trên nền tảng của Concord) ở Massachusetts trong cảnh nghèo khó. Mất hết tiền, cha của họ đang làm mục sư trong Nội chiến Hoa Kỳ, xa nhà. Những người phụ nữ phải đối mặt với Giáng sinh đầu tiên của họ mà không có anh. Meg và Jo March, hai người lớn tuổi, phải làm việc để hỗ trợ gia đình: Meg dạy một gia đình gần đó gồm bốn đứa trẻ; Jo giúp đỡ bà dì già March, một góa phụ giàu có sống trong một biệt thự, Plumfield. Beth, quá rụt rè khi đến trường, sẵn sàng ở nhà và giúp việc nhà; Amy vẫn còn ở trường. Meg xinh đẹp và truyền thống, Jo là một tomboy viết; Beth là một nghệ sĩ hòa bình và một nghệ sĩ piano; Amy là một nghệ sĩ luôn khao khát sự thanh lịch và xã hội tốt đẹp. Jo là người bốc đồng và nhanh chóng tức giận. Một trong những thử thách của cô là cố gắng kiềm chế cơn giận, một thử thách mà mẹ cô trải qua. Cô khuyên Jo nên nói chuyện với suy nghĩ trước khi rời đi du lịch đến Washington, nơi chồng cô bị viêm phổi. Hàng xóm của họ, ông Laurence, người hết sức yêu mến Beth, tặng cô một cây đàn piano. Beth bị sốt phát ban sau khi dành thời gian với một gia đình nghèo nơi ba đứa trẻ chết. Jo chăm sóc Beth trong căn bệnh của cô. Beth hồi phục, nhưng không bao giờ đầy đủ. Để đề phòng, Amy được gửi đến sống với dì March, thay cho chị cô Jo, trong khi Beth bị bệnh và vẫn còn truyền nhiễm. Jo đã thành công trong việc kiếm tiền với văn bản của mình. Meg dành hai tuần với bạn bè, nơi có những bữa tiệc để các cô gái khiêu vũ với các chàng trai và cải thiện các kỹ năng xã hội của họ. Theodore "Laurie" Laurence, cháu trai của ông Laurence, được mời đến một trong những điệu nhảy, vì bạn bè của Meg nghĩ không chính xác rằng cô đang yêu anh ta. Meg thích thú hơn với John Brooke, gia sư trẻ của Laurie. Brooke đến Washington để giúp ông March. Trong một cuộc nói chuyện với cha mẹ cô gái, Brooke thú nhận tình yêu của anh dành cho Meg. Cha mẹ cô đồng tình nhưng do cảm thấy Meg còn quá trẻ để kết hôn, nên yêu cầu Brooke cần chờ đợi và anh đồng ý. Anh tham gia và phục vụ một năm hoặc lâu hơn trong chiến tranh. Sau khi bị thương, Broke trở về tìm việc để có thể mua một căn nhà khi anh cưới Meg. Laurie đi học đại học. Vào ngày Giáng sinh, một năm sau khi cuốn sách mở ra, cha của các cô gái trở về sau chiến tranh.

### Phần hai
Ba năm sau, Meg và John kết hôn và học cách sống chung. Khi họ có cặp song sinh, Meg là một người mẹ tận tụy nhưng John bắt đầu cảm thấy bị bỏ rơi. Laurie tốt nghiệp đại học, đã nỗ lực để làm tốt trong năm cuối cùng với sự thúc giục của Jo. Amy đi tour châu Âu với dì. Sức khỏe của Beth rất yếu và tinh thần cô ấy suy sụp. Khi cố gắng khám phá lý do cho nỗi buồn của Beth, Jo nhận ra rằng Laurie đã yêu. Ban đầu, cô tin rằng đó là với Beth nhưng sớm cảm nhận được điều đó với chính mình. Jo tâm sự với Marmee, nói với cô rằng cô yêu Laurie nhưng cô yêu anh như anh trai và rằng cô không thể yêu anh một cách lãng mạn. Jo quyết định cô ấy muốn một chút phiêu lưu và để tạo khoảng cách giữa cô ấy và Laurie, hy vọng anh ấy sẽ quên đi tình cảm của mình. Cô dành sáu tháng với một người bạn của mẹ mình ở thành phố New York, phục vụ như là quản gia cho hai đứa con của mình. Gia đình điều hành một nhà trọ. Cô học bài Đức với giáo sư Bhaer, người sống trong nhà. Anh đến Berlin từ Mỹ để chăm sóc những đứa con trai mồ côi của em gái mình. Để có thêm tiền, Jo viết truyện mà không có đạo đức, điều đó làm Bhaer thất vọng. Anh thuyết phục cô từ bỏ những câu chuyện giật gân được viết kém khi thời gian ở New York của cô kết thúc. Khi trở về, Laurie cầu hôn và cô từ chối. Laurie đi du lịch châu Âu cùng ông nội để thoát khỏi sự đau lòng của mình. Ở nhà, sức khỏe của Beth đã xuống cấp nghiêm trọng. Jo dành thời gian của mình để chăm sóc em gái đang hấp hối. Laurie gặp Amy ở châu Âu, và anh dần yêu cô khi anh bắt đầu nhìn thấy cô ở một khía cạnh mới. Cô không bị ấn tượng bởi thái độ vô vọng, nhàn rỗi và tuyệt vọng mà anh đã nhận từ khi bị Jo từ chối, và truyền cảm hứng cho anh ta tìm mục đích của mình và làm điều gì đó có giá trị với cuộc sống của anh ta. Với tin tức về cái chết của Beth, họ gặp nhau để được an ủi và sự lãng mạn của họ tăng lên. Dì của Amy sẽ không cho phép Amy trở về chỉ với Laurie và ông của anh ấy, vì vậy họ kết hôn trước khi trở về nhà từ châu Âu. Giáo sư Bhaer đến Marches 'và ở lại trong hai tuần. Vào ngày cuối cùng của mình, anh cầu hôn Jo. Jo chấp nhận. Khi dì March qua đời, cô rời Plumfield đến Jo. Jo và Bhaer biến ngôi nhà thành một ngôi trường dành cho con trai. Họ có hai con trai riêng và Amy và Laurie có một con gái. Vào thời điểm hái táo, Marmee kỷ niệm sinh nhật lần thứ 60 của cô tại Plumfield, cùng với chồng, ba cô con gái còn sống, chồng của họ và năm đứa cháu của cô.

## Sự đón nhận của công chúng
Little Women ban đầu khi được xuất bản chỉ kể về thời ấu thơ của chị em nhà March nhưng tạo ra tiếng vang lớn và sau một đêm và tên tuổi của Louisa May Alcott được biết đến rộng rãi. Với số tiền bản quyền giữ lại được, bà đã có thể ổn định tài chính.
Hơn một thế kỷ qua, Những cô gái nhỏ vẫn nhận được sự yêu mến của độc giả ở nhiều lứa tuổi. Tác phẩm đã được dịch ra nhiều thứ tiếng, được dàn dựng trên sân khấu kịch và được chuyển thể thành phim. Nổi tiếng nhất là bản điện ảnh của đạo diễn Gillian Armstrong phát hành năm 1994 với sự tham gia diễn xuất của Winona Ryder. Bộ phim cũng đã giành được đề cử Oscar cho hạng mục "Nữ diễn viên chính xuất sắc nhất" hay là phim Những người phụ nữ bé nhỏ nhận được nhiều đề cử và được Viện phim Mỹ lựa chọn là một trong mười bộ phim hay nhất của năm 2019.